# Мосиюк, Александр Николаевич
Алекса́ндр Никола́евич Мосию́к (род. 20 апреля 1955) — украинский политик, кандидат физико-математических наук, председатель аналитического совета УНП.

## Биография
С 1977 по 1978 г. учитель физики луцкой СШ № 9. С 1978 по 1980 гг. — инженер, затем старший инженер НИ лаб. кафедры физики Луцкого педагогического института. С 1980 по 1990 г. — аспирант и научный сотрудник Института физики НАН Украины. С 15 мая 1990 г. по 3 марта 1992 г. — заместитель Председателя Киевсовета (он был поддержан 191 депутатом). С 1992 г. по 1999 г. директор коммерческих предприятий, руководитель отдела лизинговых операций Международного коммерческого банка, директор ООО «Международная инновационная компания». В 2000 году — советник Премьер-министра Украины Виктора Ющенко. Затем, глава аналитической совета Украинской Народной Партии. С 2002 года — директор исследовательских программ Института демократии им. Филиппа Орлика.

## Семейное положение
- Женат, двое детей: дочь Олеся (1978), сын Ярослав (1991).

## Награды
- «За заслуги» II степени (2017)[1]
- «За заслуги» III степени[2]